# Академія української преси

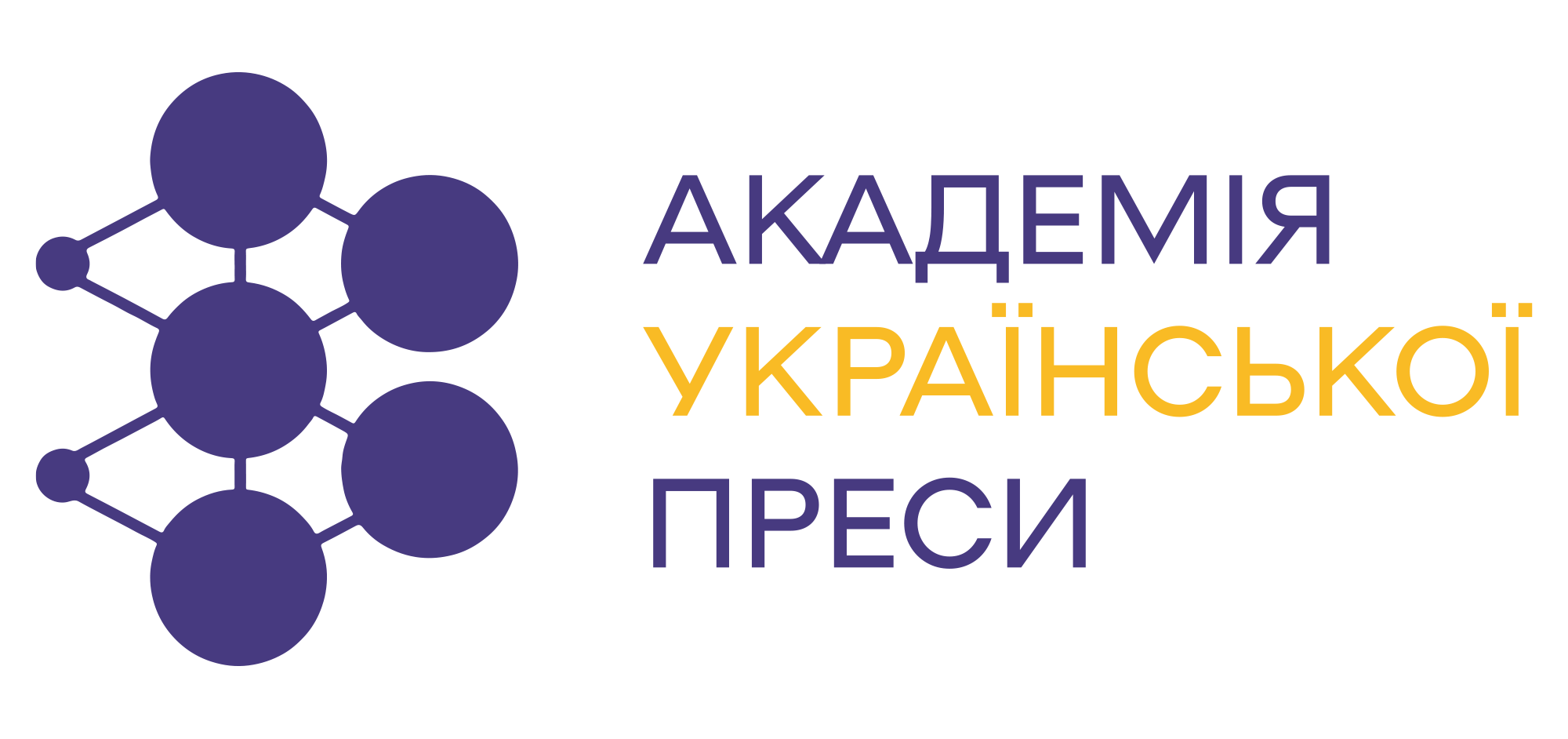
Логотип Академії української преси

Академія української преси (АУП) (англ. The Academy of Ukrainian Press) — міжнародний благодійний фонд, неурядова та неприбуткова організація, заснована 19 квітня 2001 року. Організація реалізує програми, спрямовані на розвиток критичного мислення, медіаграмотності, медіаосвіти та підтримку журналістики в Україні й за її межами.

## Діяльність
АУП розпочала роботу в 2001 році і на сьогодні є однією з лідируючих організацій у сфері медіаосвіти та перекваліфікації журналістських кадрів.  
Діяльність АУП спрямована на розборку методичних посібників, вправ, програм, ігор, проведення тренінгів, семінарів, вебінарів, які дають знання та формують навички медіаграмотності в аудиторії. Всі проєкти АУП направлені на розвиток критичного сприйняття інформації для різних вікових груп.
Уся діяльність АУП відображається у річних звітах.
До повномасштабного вторгнення АУП щороку проводила Міжнародні науково-методичні конференції, присвячені розвитку медіаграмотності в Україні.
АУП активно просуває медіаграмотність у пострадянських країнах: Молдові, Казахстані, Таджикистані, Киргизстані, Узбекистані. Протягом 2018-2023 років АУП долучилася до більш як 10-ти навчальних проєктів для освітян та журналістів, організованих цими країнами. 
АУП єдина з недержавних організацій, яка системно створює навчально-методичні посібники для дошкільної та шкільної освіти. За підтримки партнерів АУП вже створила понад 150 видань. За виданнями АУП педагоги проводять власні заняття. Викладачам, які використовують напрацювання організації, АУП спільно з МОН України надає електронний сертифікат, який підтверджує підвищення кваліфікації.

### Освітні платформи та ресурси
- Портал «Медіаосвіта та медіаграмотність»[5]
- Тулбокс уроків з медіаграмотності
- Платформа AUP+: онлайн-курси, тест на медіаграмотність
- Проєкт «Абетка вакцинації»: лекції, відео, комікси про дезінформацію у сфері охорони здоров’я

### Журналістські проєкти
- Престури Україною — з 2019 року понад 70 поїздок, супровід 84 іноземних журналістів.
- Меморіал «Носії памʼяті: журналісти, що загинули на російсько-українській війні» — фізичний меморіал загиблим журналістам.
- «STOPМаніпулятор» — тренінги з протидії дезінформації.[6]
- Школа військової журналістики — навчання для журналістів з тематики безпеки та першої допомоги.[7]
- Онлайн-мости — зустрічі з міжнародними експертами.

### Діяльність після початку повномасштабного вторгнення
АУП продовжила діяльність із перших днів повномасштабного вторгнення Росії до України. Було створено Міжнародний журналістський гуманітарний центр, передано гуманітарну допомогу журналістам, засновано воркспейс у Києві, створено комікси на тему війни, посібники, вебінари про ШІ й дезінформацію.

### Партнери
Міжнародні: Internews, USAID, IREX, DW Akademie, OSCE, Goethe-Institut, Фонд Фрідріха Науманна за Свободу в Україні, Фонд Конрада Аденауера, Вільний університет Берліна, посольства США, Німеччини, Великої Британії, Данії, Нідерландів та ін.
Українські: Міністерство освіти і науки України, Національна Спілка Журналістів України, Незалежна медіа-профспілка України.

### Онлайн-присутність
- Сайт: https://www.aup.com.ua (52 000+ відвідувачів)
- Facebook: https://www.facebook.com/aupfoundation (10000+ підписників)
- Портал: https://medialiteracy.org.ua (430 000+ унікальних користувачів щомісяця)
- YouTube: https://www.youtube.com/@aup-foundation
- Instagram: https://www.instagram.com/academy.of.ukrainian.press

## Додаткова та детальна інформація
Протягом 2022-2024 років АУП організувала та провела 1161 захід, учасниками яких стали 479 156 осіб. Охоплення контентом АУП у Фейсбуці налічує 2,7 млн переглядів. Одним із ключових напрямів стали 11 онлайн-дискусій за участі українських та міжнародних експертів, які переглянули понад 90 000 осіб.

Наймасштабніша дискусія, що відбулася у лютому 2023 року «Медіаосвіта в огні: нові виклики – нові ресурси або Як руйнуємо російську пропаганду» охопила 44 600 глядачів. Ще 10 дискусій з іноземними експертами з Польщі, Вірменії, Фінляндії, Литви, Великої Британії, Казахстану, Таджикистану, Німеччини та Швеції об’єднали 47 802 учасники та стали платформою для обміну досвідом і впровадження кращих міжнародних практик.
У 2024 році АУП підписала меморандум про співпрацю з МОН України у сфері розвитку медіаграмотності на 5 років. Значний внесок АУП у розвиток медіаграмотності підкреслила головна спеціалістка Директорату дошкільної, шкільної, позашкільної та інклюзивної освіти МОН України Раїса Євтушенко, зазначивши: «Найбільш кардинальні зміни у сфері базової середньої освіти відбулися завдяки АУП. У Стандарті базової середньої освіти до 2011 року компонент медіаграмотності був відсутній, але сьогодні стандарт містить понад 500 згадок слова «медіа» – і це результат зусиль АУП щодо підвищення рівня медіаграмотності громадян та школярів».
АУП  продовжує розширювати мережу тренерів (з 2015 року), посилюючи інформаційну стійкість суспільства та сприяючи тому, щоб якомога більше громадян могли приймати усвідомлені рішення в цифровому світі. У межах тренінгового проєкту «Протидія дезінформації в контексті російськоукраїнської війни як інструмент подолання розриву довіри» у 2023 році відбулося п’ять інтенсивних тренінгів, спрямованих на підготовку 105 тренерів з медіаграмотності. 7 з них взяли участь у тижневому навчальному візиті до Берліна, де мали змогу обмінятися досвідом з німецькими експертами та поглибити свої знання у сфері медіаграмотності. Загалом за 10 років понад 50 тис громадян усіх областей України стали учасниками різних тренінгових проєктів.
З 2015 року АУП працює з IREX. Співпраця почалася з проєкту Медіаграмотність для громадян, де пройшли навчання 428 тренерів, що мультиплікували свої знання для 15010 громадян. У 2018 році розпочали проєкт «Вивчай та розрізняй: інфомедійна грамотність». Метою проекту є підготовка учителів до роботи з матеріалами проєкту в системі загальної середньої освіти, які в подальшому зможуть інтегрувати інфомедійну грамотність у навчальні предмети, проводити освітні та просвітницькі заходи з інфомедійної грамотності для учасників та учасниць освітнього процесу. Для цього вчителі проходять навчання, отримують розробки уроків, в які інтегровані елементи медіаграмотності та працюють з учнями. Наразі до проєкту долучилося вже близько 2500 навчальних закладів.

Один з успішних кейсів в діяльності АУП останніх років стали комікси з медіаграмотності. У жовтні 2022 року за ініціативою Української книгарні в Торонто «Koota Ooma Ukrainian Books & Gifts» комікс «Ми скоро повернемося» було видано у Канаді. Власниця книгарні Мірка Вербови-Онух зазначила: 
«У Канаді багато дітей з України. Думаю, що це видання чудово допоможе канадським дітям зрозуміти дітей з України».
Після успішної реалізації проєкту, власниця книгарні звернулася до АУП із пропозицією перекласти комікс польською мовою та розповсюдити серед школярів Польщі: 
«Комікси англійською вже розповсюджені по школах Канади. Маємо два прекрасні відгуки. У одній школі був хлопець з України який від приїзду не говорив. Вчителі і психолог вирішили дати йому час на адаптацію. Після того як вчителька прочитала у класі комікс, цей учень сказав англійською – Тут не все написано. Вчителька запитала – А про що не написано? – Про величезний страх, відповів він. Комікс став переломним моментом для нього і спонукав до розмови. Діти запитали його про все, що він пережив, а він розповідав. Ми б ніколи не сподівалися на таке».
У лютому 2025 року АУП спільно з Міністерством освіти і науки України провела міжрегіональний форум «Розвиток медіаосвіти в Україні: регіональний вимір», який зібрав понад 850 освітян, бібліотекарів та управлінців із різних областей України. Метою заходу було мобілізувати освітян на протидію ворожим інформаційним впливам та підвищити рівень медіаграмотності населення.

## АУП в цифрах
- Платформа AUP+ охопила понад 1500 підлітків віком 13–17 років із курсом «Експрес медіаграмотність».
- Тест з медіаграмотності пройшло понад 8 200 учасників (оновлюється кожні два тижні).
- Проведено 14 міжнародних онлайн-мостів за участю експертів з США, Німеччини, Великої Британії, Японії, Італії, Казахстану, Киргизстану, Естонії та інших країн.
- Створено 150 видань з медіаграмотності та журналістики (32 з них протягом 2022-2024). 35 з них перекладені українською з німецької та англійської мов. Усі видання поширюються безкоштовно.
- У межах проєкту «STOPМаніпулятор» проведено офлайн-заходи в 11 містах України, охоплено 242 учасників.
- Проведено 5 шкіл військової журналістики для 101 журналіста та 3 тренінги з психологічної підтримки.
- Меморіал «Носії памʼяті: журналісти, що загинули на російсько-українській війні» в оновленому вигляді сягає 41 метра завдовжки, містить 46 історій та експонувався у 12 локаціях.
- Підтримано мережу фіксерів та стрінгерів для забезпечення доступу іноземних журналістів до достовірної інформації з України (спільно з Вільним університетом Берліну).
- Команда АУП адаптувала до українських реалій медіаосвітні онлайн-ігри «Медіазнайко» та «Пригоди Літератуса». А також розробила настільні ігри «365° за шкалою медіаграмотності» та «Медіаграмотна мафія».